# Phaonia canariensis
Phaonia canariensis är en tvåvingeart som beskrevs av Villeneuve 1936. Phaonia canariensis ingår i släktet Phaonia och familjen husflugor.
Artens utbredningsområde är Kanarieöarna. Inga underarter finns listade i Catalogue of Life.